# ボーンホルム島
ボーンホルム島（ボーンホルムとう、デンマーク語: Bornholm [pɒːnˈhʌlˀm]、古ノルド語: Burgundarholmr）は、バルト海にあるデンマーク領の島。スウェーデン南部スコーネ県とドイツ、ポーランドに挟まれている。人口は約4万人。行政面ではデンマーク首都地域のボーンホルム基礎自治体を成している。かつてはボーンホルム島と周辺の小島でボーンホルム県を成していた。「バルト海の宝石」と称される。

## 概要

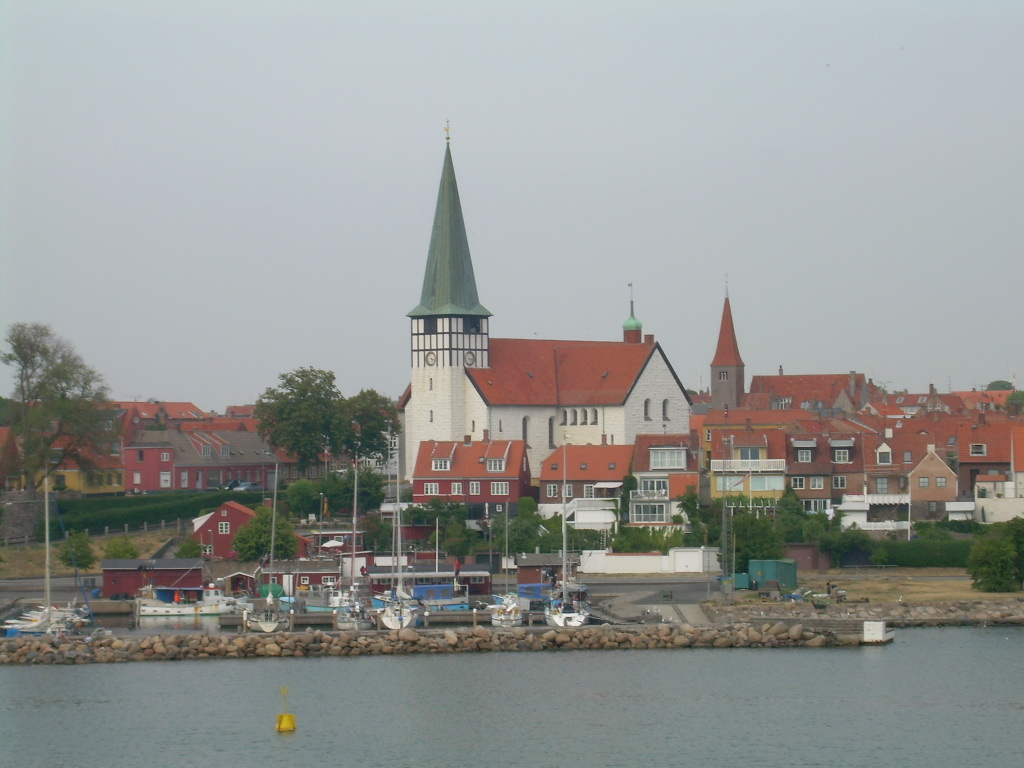
レネ

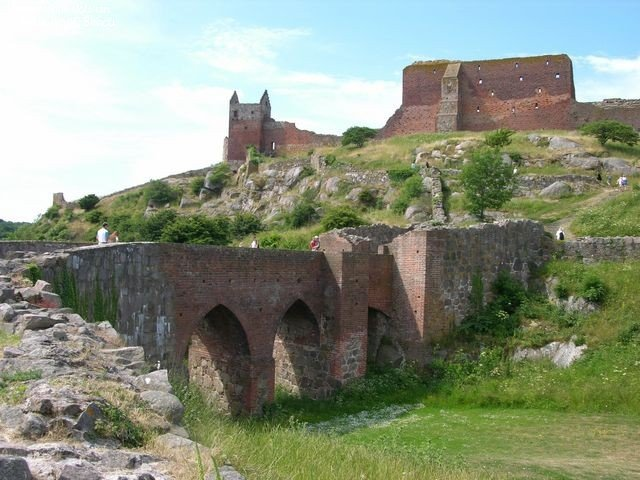
ハンメルシュス遺跡

ボーンホルム島は、東ゲルマン語群のブルグント族の故地であると言う伝承もあり、地名や考古学上の証拠による裏付けがある。300年頃、「ブルグント族の島」の意味する名前を持つボーンホルム島から突如人々の姿が消え、ほとんどの共同墓地が使われなくなり、少数のいくつかの墓だけが使われるようになった［Stjerna, in Nerman 1925:176］。
1658年のロスキレ条約で、一時スウェーデン領となったが、1660年のコペンハーゲン条約で再びデンマーク領となっている（北方戦争）。　
デンマーク本土には遠く、コペンハーゲンからのフェリーでは4時間かかる。このため、コペンハーゲンからは、フェリー連絡バスか鉄道でスウェーデン領土を経由してスコーネ県のイースタッドから高速船で行くのが普通である。また、ドイツ、ポーランド側からのフェリーもある。フェリーターミナル、ボーンホルム空港のある中心都市レネから島内各地にバス便がある。コペンハーゲンの空港から飛行機だと40分ほどで、デンマーク内その他の地方空港に飛ぶ便もある。
ボーンホルム最大の町は島の西岸にあるレネで人口約1万4000人。他に大きな町は、ネクセ Nexø、オーキアケビュ Aakirkeby、スヴァネケ Svaneke、グイェム Gudhjem、アリンエ＝サンヴィ Allinge-Sandvig など。主な見所は、ハマスフース Hammershus の教会遺跡、島内に多く見られる円形教会（エスタラース Østerlars が代表的）、クリスチャンス Christiansø 島の要塞など。
産業は農業、特に畜産が盛んで、良質の乳製品を産する。ちなみに、デンマーク産のブルーチーズの半分はボーンホルム産である。また、工芸も盛ん。移住してアトリエやスタジオを構える工芸作家が増えている。
バルト海西部の戦略的要衝であり、第二次世界大戦中はナチス・ドイツの占領下にあった。ソ連軍はドイツへの反攻の一環として1945年3月から島に激しい砲爆撃を浴びせ、5月に占領。ドイツ領でなかったにもかかわらず、1946年4月まで撤退しなかった。現在、島には北大西洋条約機構（NATO）のレーダー基地が設置されている。
また、1980年にポーランドで独立自主管理労働組合「連帯」が結成され民主化運動が進んだ際には、ポーランド国内でのテレビ放送の電波をこの島で傍受したものが西側のテレビ局に配信された（日本でもNHKのニュースで放送された）。
島の旗として、デンマーク国旗の白十字の中に緑十字が入っているものと、白十字の代わりに緑十字が入っているものの2種類あるが、いずれも公式には承認されていない。緑色は島の緑を表すとされる。
2017年、ユネスコ認定機関World Crafts Council（WCC）より芸術と工芸の世界で最高の評価である「World Craft Region Bornholm」の称号を授与された世界初の島である。
- 非公式なボーンホルム島の旗（英語版）
- 非公式なボーンホルム島のもう一つの旗

## その他
Nexø 出身の作家マーティン・アナセン・ネクセー原作の『勝利者ペレ (Pelle Erobreren)』は『ペレ』としてデンマーク・スウェーデン合作で映画化された。
小惑星ボーンホルム (4453) Bornholm はボーンホルム島にちなんで命名された。